# Physalia physalis
La carabela portuguesa (Physalia physalis), también conocida como fragata portuguesa o agua mala, es una especie colonial monotípica de hidrozoo sifonóforo de la familia Physaliidae. Se suele encontrar en mar abierto en todas las aguas cálidas del planeta, en especial en las regiones tropicales y subtropicales de los océanos Pacífico e Índico, así como en la corriente del Golfo atlántica. Su picadura es peligrosa y muy dolorosa.

## Características

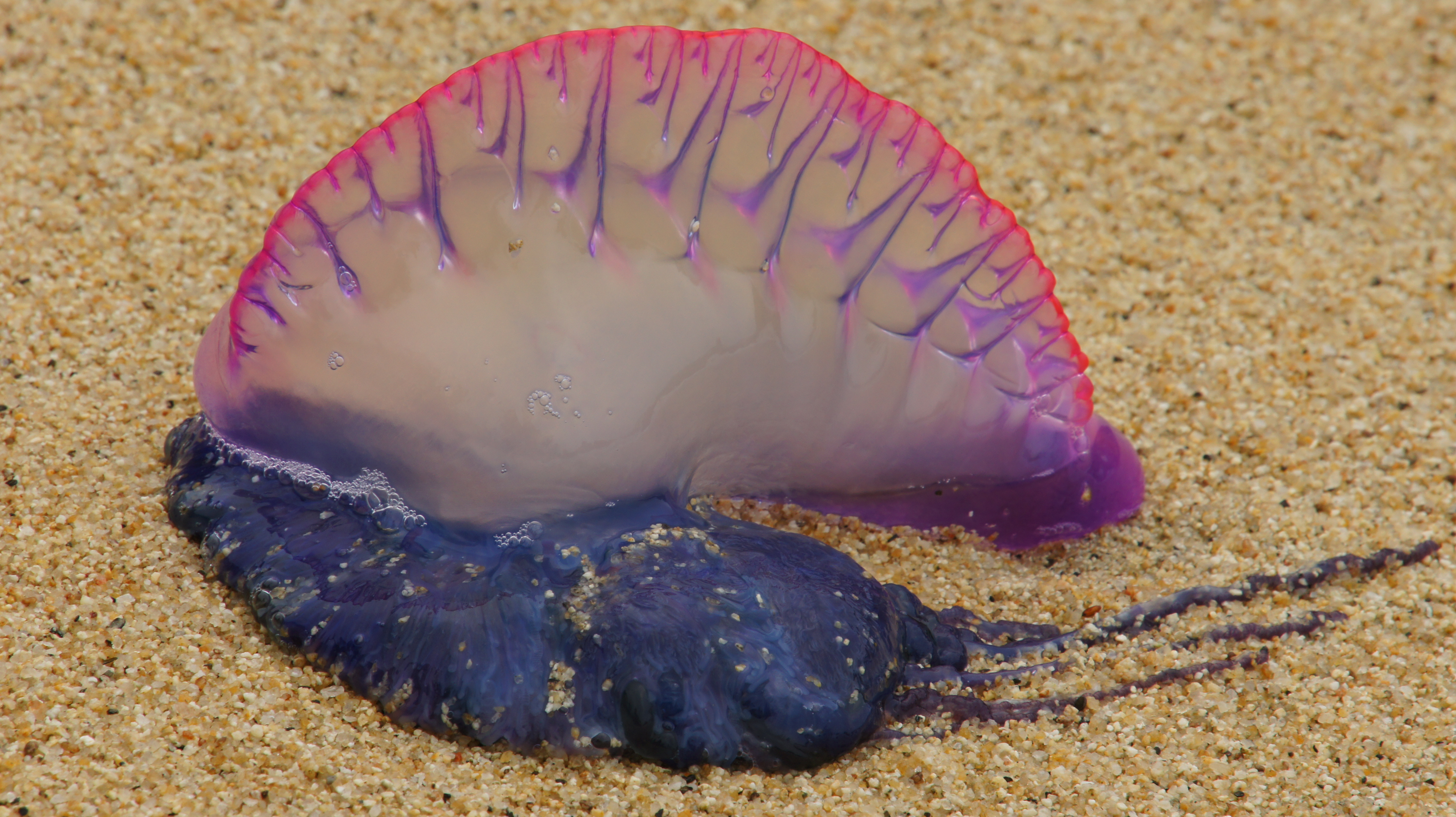
Agua mala en Colombia.

Con apariencia de medusa, la carabela es en realidad un organismo colonial cuyos individuos se especializan para mantener viva la colonia. Se trata de una agrupación de hidroides que se dividen el trabajo: el neumatóforo (parte que flota o vela), los gastrozoides (digestión), dactilozoides (detección y captura de presas, y defensa) y los gonozoides (se ocupan de la reproducción).
Está formada por una vela gelatinosa de entre 15 y 30 cm que le permite recorrer los océanos impulsada por los vientos, las mareas y las corrientes marinas, mientras que del cuerpo central cuelgan numerosos tentáculos que le sirven para atrapar a sus presas y que extendidos puede llegar a medir hasta 50 m, aunque normalmente tienen una extensión de unos 10 m.
Estos tentáculos están provistos de cápsulas urticantes denominadas cnidocitos que pueden paralizar a un pez grande y afectar seriamente al ser humano. Estas cápsulas, ante el estímulo apropiado, liberan un filamento hueco espiralado llamado nematocisto, que inyecta una toxina proteica que paraliza a la presa.  

Los tentáculos tienen por objetivo envolver a las presas e introducirlas en la boca hasta la cavidad gastrovascular, donde comienza la digestión.

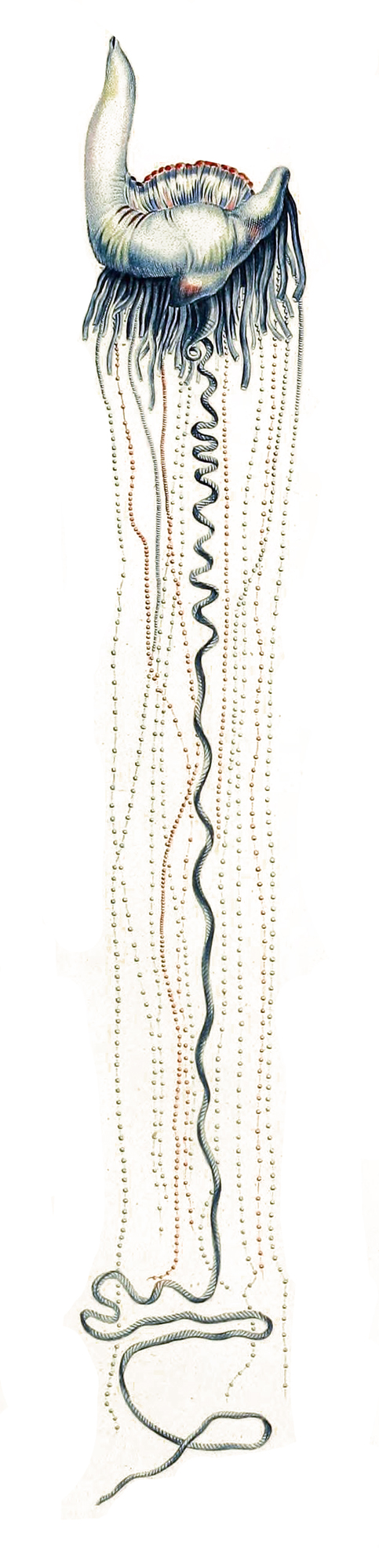
Ilustración de la Physalia physalis, 1807

## Depredador y presa
La carabela portuguesa es un carnívoro. Con unos tentáculos venenosos, atrapa y paraliza a su presa. Por lo general, captura pequeños organismos acuáticos como peces y plancton.
Como depredadores están las tortugas boba y de carey, ya que su piel es demasiado gruesa para que el veneno de la picadura les afecte. La babosa de mar Glaucus atlanticus también se alimenta de la carabela portuguesa, al igual que el caracol violeta Janthina janthina.
Por su parte, el pulpo manta es inmune al veneno de la carabela portuguesa, e individuos jóvenes llevan tentáculos de carabela portuguesa, presumiblemente con fines defensivos.
La dieta principal del pez luna consta de medusas, pero también puede incluir ejemplares de carabela.

## Comensalismo y mutualismo
Un pequeño pez, Nomeus gronovii (pez carabela portuguesa), es parcialmente inmune al veneno de las células urticantes y puede vivir entre los tentáculos más pequeños debajo de la vejiga de gas. El pez payaso puede nadar entre los tentáculos con inmunidad debido a su moco, que no activa los nematocistos.
Todos estos peces se benefician obteniendo refugio de los depredadores proporcionado por los tentáculos urticantes y, para la carabela, la presencia de estos peces puede atraer a otros peces para alimentarse.

## Peligros para el ser humano

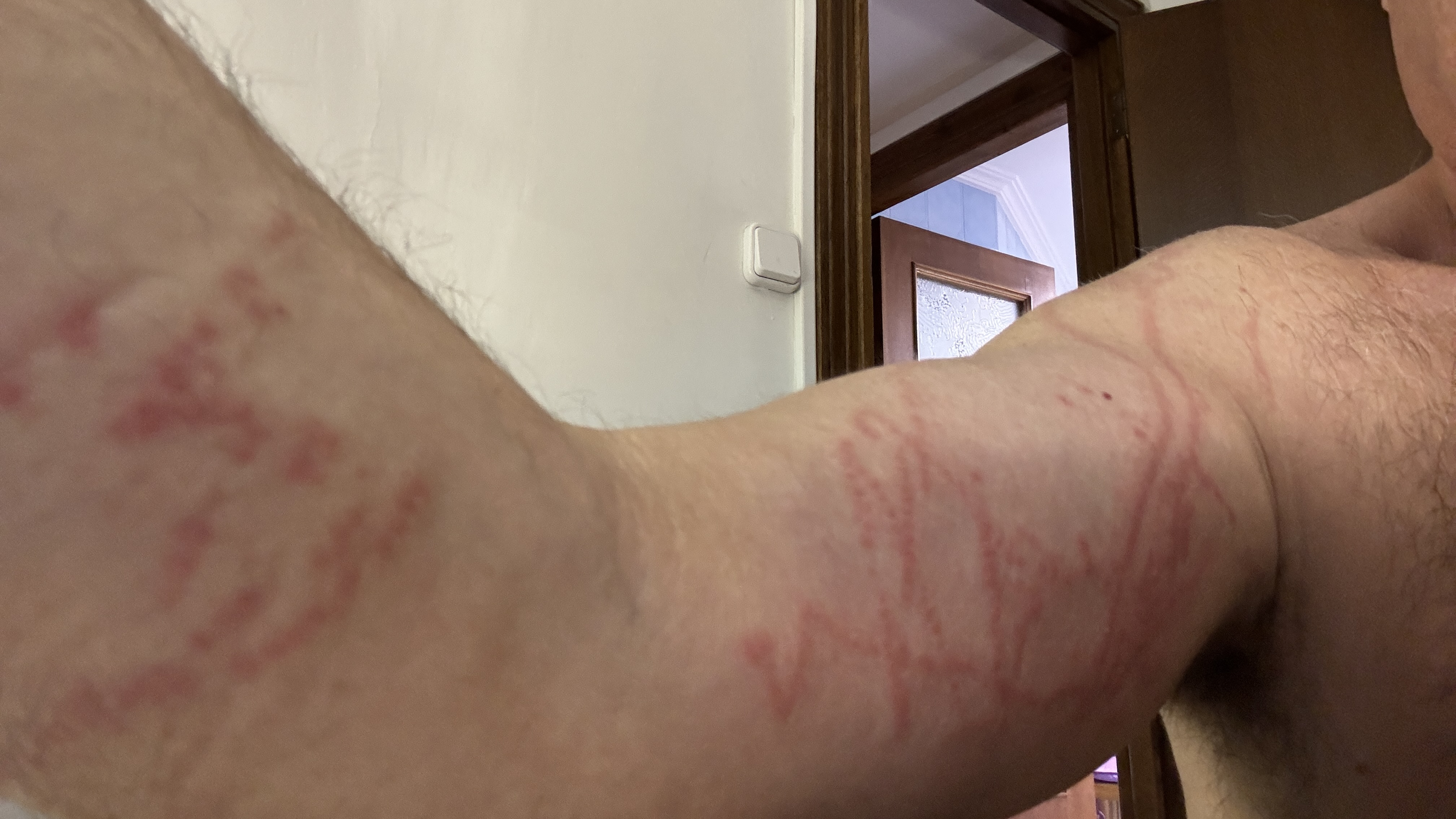
Lesiones producidas un por contacto con una carabela portuguesa

En el ser humano, el veneno de la carabela portuguesa tiene efectos neurotóxicos, citotóxicos y cardiotóxicos, produciendo un dolor muy intenso, e incluso se han registrado casos de muerte, si bien menos frecuentes que las producidas por la avispa marina.
Tras el contacto con una carabela portuguesa se siente un sensación de quemazón intensa, inflamación de las zonas del contacto, dolor agudo que puede llegar a provocar un “shock” anafiláctico e incluso una pérdida de la conciencia si la zona afectada es extensa. e puede llegar a sufrir vómitos, fiebre y parálisis.
Tratamiento
El tratamiento recomendado cuando se ha sufrido un contacto con  Physalia physalis  es el siguiente:
1. Retirar los restos de tentáculos que hayan quedado adheridos a la piel.

1. Limpiar la zona, sin frotar, con agua salada (agua de mar) o suero salino (suero fisiológico). No usar agua dulce ya que puede provocar el estallido de  los nematocistos aún íntegros y difundir más veneno, por la diferencia de la presión osmótica existente entre ambas.

1. Aplicar calor en la zona afectada mediante la aplicación de compresas calientes a unos 40º-45º centígrados o la inmersión del miembro en agua caliente sobre unos 15 o 20 minutos. Esto para la destrucción de las toxinas venenosas. También se puede poner frío en la zona afectada para mitigar el dolor.[9]

Precauciones
- No tocar los restos de Physalia physalis con las manos y evitar el contacto de los mismos con otras partes del cuerpo.
- No frotar ni rascar la zona afectada.
- Evitar el contacto con el agua dulce.
- No aplicar ni vinagre, ni amoniaco ni orina, ya que en este tipo de lesiones no son eficaces.
- Evitar la exposición solar de la zona afectada.
- Acudir al médico en caso de complicaciones o de que el dolor persista.[8]